# Dacnusa analis
Dacnusa analis är en stekelart som först beskrevs av Vollenhoven 1878.  Dacnusa analis ingår i släktet Dacnusa och familjen bracksteklar. Inga underarter finns listade i Catalogue of Life.